# Anolis dracula
Espèce
Anolis dracula est une espèce de sauriens de la famille des Dactyloidae.
La nouvelle espèce découverte en 2018 est la sœur d'Anolis aequatorialis et il est suggéré que les enregistrements antérieurs d'A. aequatorialis en Colombie correspondent à cette nouvelle espèce.

## Systématique
L'espèce Anolis dracula a été décrite en 2018 par Mario Yánez-Muñoz (d), Carolina Reyes-Puig (d), Juan Pablo Reyes-Puig (d), Julián A. Velasco (d), Fernando Ayala-Varela (d) et Omar Torres-Carvajal (d).

## Répartition
Cette nouvelle espèce de lézard Anolis des pentes andines du Sud-Ouest de la Colombie et du Nord-Ouest de l'Équateur, située entre 1 187 et 2 353 m d'altitude, se distingue des autres Anolis en squamation, en ostéologie crânienne, en morphologie hémipéniale et en ADN nucléaire et mitochondrial.

## Étymologie
L'épithète spécifique dracula est un nom en apposition qui fait référence à la réserve de Dracula, située dans l'aire de répartition de la nouvelle espèce et à proximité de sa localité type. La réserve de Dracula est une initiative de la fondation EcoMinga, parrainée par l’Alliance pour la conservation des orchidées, le Rainforest Trust, le Jardin botanique de l’université de Bâle et leurs donateurs individuels. La réserve protège une région riche en orchidées du genre Dracula.

## Publication originale
- (en) Mario Humberto Yánez-Muñoz, Carolina Reyes-Puig, Juan Pablo Reyes-Puig, Julián A. Velasco, Fernando Ayala-Varela et Omar Torres-Carvajal, « A new cryptic species of Anolis lizard from northwestern South America (Iguanidae, Dactyloinae) », ZooKeys, Sofia, Pensoft Publishers (d), vol. 794, no 794,‎ 1er novembre 2018, p. 135-163 (ISSN 1313-2989 et 1313-2970, OCLC 248547717, PMID 30416343, PMCID 6224367, DOI 10.3897/ZOOKEYS.794.26936, lire en ligne).